# ناجي مشوح
ناجي بن عبد الرحمن مشوح ( 1918 - 1992 م)، شاعر سوري ولد في منطقة البوكمال (محافظة دير الزور - شرقي سوريا)، وتوفي في دمشق.

## حياته المهنية
تلقى تعليمًا نظاميًا في مدارس مدينة دير الزور، وأنهى المرحلتين الابتدائية والإعدادية، ثم انتقل إلى دمشق، فالتحق بالكلية العلمية الوطنية، فرع الفلسفة، وحصل على الشهادة الثانوية (1939).
عمل في إعداد البرامج الموجهة باللغة العبرية من إذاعة دمشق، وعمل محللاً سياسيًا.
عمل موظفًا في وزارة التموين بدمشق، وعمل مديرًا لإدارة الدعاية والإعلام في وزارة السياحة.
كان عضو رابطة العمل القومي في أواخر الثلاثينيات، وعضوًا في المؤتمر التأسيسي لحزب البعث العربي، وأسهم في وضع الدستور وأدبيات الحزب.
تعرّض لمطاردة الفرنسيين الدائمة لمقاومته الحكم الفرنسي في بلاده، وتعرّض للاعتقال أكثر من مرة.
كتب النشيد الكشفي العربي (1932)، ونشرته الصحف.

## أعماله
يلتزم شعره الوزن والقافية، ويدور موضوعيًا حول الطبيعة والجمال والوطنية والقومية، والنقد الاجتماعي، والغزل، وفي غزله تبدو ذاته بما فيها من رقة وعذوبة ولمحات صوفية، ومع اختلاف التجارب قد تستحيل نقدًا مباشرًا. في شعره القومي ثورية تتبدى من خلال مفرداته. وصفه نقاده بأنه «من أنصار الفن للفن»، ينتمي إلى النزعة الواقعية وتصوير الحياة كما هي دون التزام باتجاه معين، أو انتماء إلى مذهب بعينه.

### الإنتاج الشعري
- له قصائد نشرتها صحف ومجلات عصره، منها: «شوق» - مجلة أصداء (ع9) - دمشق 1945، و«أطالع في عينيك» - مجلة الثقافة (ع4) - دمشق 1976، و«شقراء» - مجلة الثقافة (ع 6) - دمشق 1976، و«دمشق» - مجلة الثقافة - دمشق، و«سمراء» - مجلة الثقافة - دمشق.

### الأعمال الأخرى
له مقالات عدة: سياسية وأدبية ونقدية نشرتها دوريات ومجلات سورية ولبنان، خاصة مجلات: «الأديب، والدنيا، والثقافة، والصباح».